# Saffir–Simpson-féle hurrikánskála
A Saffir–Simpson-féle hurrikánskála a trópusi viharok osztályozására szolgáló skála, hosszan tartó szeleik erősségének vizsgálatával. 1969-ben fejlesztette ki Herbert Saffir építőmérnök és Bob Simpson meteorológus, a Nemzeti Hurrikán Központ akkori igazgatója. Az osztályok a romboláson és a partot érést követő árvízen alapulnak. A Saffir–Simpson-féle hurrikánskálát csak az Atlanti-óceánon és a dátumválasztótól keletre található észak-csendes-óceán-i területeken kialakuló viharokra használhatjuk. A többi területen saját osztályozási táblázatot használnak.
Az 5 kategória, növekvő erősségben:
| 1-es kategória | Állandó szél         | 33–42 m/s | 119–153 km/h | 74–95 mph | 64–82 csomó |
| 1-es kategória | Hullámok             | 1,2–1,5 m | 1,2–1,5 m | 4–5 láb | 4–5 láb |
| 1-es kategória | Központi nyomás      | 980 mbar | 980 mbar | 28,94 inHg | 28,94 inHg |
| 1-es kategória | Lehetséges pusztítás | Nincs pusztítás az épületekben. Főleg rögzítetlen lakókocsikat, bozótokat és fákat rongál. Néhány apróbb parti árvíz.                                                                            | Nincs pusztítás az épületekben. Főleg rögzítetlen lakókocsikat, bozótokat és fákat rongál. Néhány apróbb parti árvíz.                                                                            | Nincs pusztítás az épületekben. Főleg rögzítetlen lakókocsikat, bozótokat és fákat rongál. Néhány apróbb parti árvíz.                                                                            | Nincs pusztítás az épületekben. Főleg rögzítetlen lakókocsikat, bozótokat és fákat rongál. Néhány apróbb parti árvíz.                                                                            |
| 1-es kategória | Példák               | Agnes hurrikán – Danny hurrikán – Diane hurrikán – Gaston hurrikán | Agnes hurrikán – Danny hurrikán – Diane hurrikán – Gaston hurrikán | Agnes hurrikán – Danny hurrikán – Diane hurrikán – Gaston hurrikán | Agnes hurrikán – Danny hurrikán – Diane hurrikán – Gaston hurrikán |
| 2-es kategória | Állandó szél         | 43–49 m/s | 154–177 km/h | 96–110 mph | 83–95 csomó |
| 2-es kategória | Hullámok             | 1,8–2,4 m | 1,8–2,4 m | 6–8 láb | 6–8 láb |
| 2-es kategória | Központi nyomás      | 965–979 mbar | 965–979 mbar | 28,50–28,91 inHg | 28,50–28,91 inHg |
| 2-es kategória | Lehetséges pusztítás | Néhány tetőfedő elem, ajtó és ablak megsérül. A növényi környezet és lakókocsik jelentős sérülése. Az árvíz lerombolja a gyengébb mólókat és elszakítja a hajóköteleket.                         | Néhány tetőfedő elem, ajtó és ablak megsérül. A növényi környezet és lakókocsik jelentős sérülése. Az árvíz lerombolja a gyengébb mólókat és elszakítja a hajóköteleket.                         | Néhány tetőfedő elem, ajtó és ablak megsérül. A növényi környezet és lakókocsik jelentős sérülése. Az árvíz lerombolja a gyengébb mólókat és elszakítja a hajóköteleket.                         | Néhány tetőfedő elem, ajtó és ablak megsérül. A növényi környezet és lakókocsik jelentős sérülése. Az árvíz lerombolja a gyengébb mólókat és elszakítja a hajóköteleket.                         |
| 2-es kategória | Példák               | Bob hurrikán – Bonnie hurrikán – Dora hurrikán – Frances hurrikán – Juan hurrikán - Sandy hurrikán                                                                                               | Bob hurrikán – Bonnie hurrikán – Dora hurrikán – Frances hurrikán – Juan hurrikán - Sandy hurrikán                                                                                               | Bob hurrikán – Bonnie hurrikán – Dora hurrikán – Frances hurrikán – Juan hurrikán - Sandy hurrikán                                                                                               | Bob hurrikán – Bonnie hurrikán – Dora hurrikán – Frances hurrikán – Juan hurrikán - Sandy hurrikán                                                                                               |
| 3-as kategória | Állandó szél         | 50–58 m/s | 178–208 km/h | 111–130 mph | 96–113 csomó |
| 3-as kategória | Hullámok             | 2,7–3,7 m | 2,7–3,7 m | 9–12 láb | 9–12 láb |
| 3-as kategória | Központi nyomás      | 945–964 mbar | 945–964 mbar | 27,91–28,47 inHg | 27,91–28,47 inHg |
| 3-as kategória | Lehetséges pusztítás | Gyengébb szerkezetű építmények megsérülnek. A lakókocsik megsemmisülnek. Az árvíz a kisebb épületeket lerombolja, a betörő törmelék a nagyobbakat pusztítja el. A belterületek víz alá kerülnek. | Gyengébb szerkezetű építmények megsérülnek. A lakókocsik megsemmisülnek. Az árvíz a kisebb épületeket lerombolja, a betörő törmelék a nagyobbakat pusztítja el. A belterületek víz alá kerülnek. | Gyengébb szerkezetű építmények megsérülnek. A lakókocsik megsemmisülnek. Az árvíz a kisebb épületeket lerombolja, a betörő törmelék a nagyobbakat pusztítja el. A belterületek víz alá kerülnek. | Gyengébb szerkezetű építmények megsérülnek. A lakókocsik megsemmisülnek. Az árvíz a kisebb épületeket lerombolja, a betörő törmelék a nagyobbakat pusztítja el. A belterületek víz alá kerülnek. |
| 3-as kategória | Példák               | Fran hurrikán – Az 1938-as nagy új-england-i hurrikán – Isidore hurrikán – Jeanne hurrikán – Opal hurrikán – Rita hurrikán                                                                       | Fran hurrikán – Az 1938-as nagy új-england-i hurrikán – Isidore hurrikán – Jeanne hurrikán – Opal hurrikán – Rita hurrikán                                                                       | Fran hurrikán – Az 1938-as nagy új-england-i hurrikán – Isidore hurrikán – Jeanne hurrikán – Opal hurrikán – Rita hurrikán                                                                       | Fran hurrikán – Az 1938-as nagy új-england-i hurrikán – Isidore hurrikán – Jeanne hurrikán – Opal hurrikán – Rita hurrikán                                                                       |
| 4-es kategória | Állandó szél         | 59–69 m/s | 209–251 km/h | 131–155 mph | 114–135 csomó |
| 4-es kategória | Hullámok             | 4,0–5,5 m | 4,0–5,5 m | 13–18 láb | 13–18 láb |
| 4-es kategória | Központi nyomás      | 920–944 mbar | 920–944 mbar | 27,17–27,88 inHg | 27,17–27,88 inHg |
| 4-es kategória | Lehetséges pusztítás | A kisebb házak tetőszerkezete teljesen megsemmisül. Erős erózió a tengerparti területeken. A belterületek jelentős víz alá kerülnek.                                                             | A kisebb házak tetőszerkezete teljesen megsemmisül. Erős erózió a tengerparti területeken. A belterületek jelentős víz alá kerülnek.                                                             | A kisebb házak tetőszerkezete teljesen megsemmisül. Erős erózió a tengerparti területeken. A belterületek jelentős víz alá kerülnek.                                                             | A kisebb házak tetőszerkezete teljesen megsemmisül. Erős erózió a tengerparti területeken. A belterületek jelentős víz alá kerülnek.                                                             |
| 4-es kategória | Példák               | Charley hurrikán – Donna hurrikán – Az 1900-as Galveston hurrikán – Hugo hurrikán – Iris hurrikán                                                                                                | Charley hurrikán – Donna hurrikán – Az 1900-as Galveston hurrikán – Hugo hurrikán – Iris hurrikán                                                                                                | Charley hurrikán – Donna hurrikán – Az 1900-as Galveston hurrikán – Hugo hurrikán – Iris hurrikán                                                                                                | Charley hurrikán – Donna hurrikán – Az 1900-as Galveston hurrikán – Hugo hurrikán – Iris hurrikán                                                                                                |
| 5-ös kategória | Állandó szél         | ≥70 m/s | ≥252 km/h | ≥156 mph | ≥136 csomó |
| 5-ös kategória | Hullámok             | ≥5,5 m | ≥5,5 m | ≥19 láb | ≥19 láb |
| 5-ös kategória | Központi nyomás      | <920 mbar | <920 mbar | <27,17 inHg | <27,17 inHg |
| 5-ös kategória | Lehetséges pusztítás | Az összes lakóház és ipari létesítmény tetőszerkezete megsemmisül. Egész házakat tesz tönkre az erős szél. Az árvíz nagyobb károkat okoz az alacsonyabb szinteken. A lakókörzeteket kitelepítik. | Az összes lakóház és ipari létesítmény tetőszerkezete megsemmisül. Egész házakat tesz tönkre az erős szél. Az árvíz nagyobb károkat okoz az alacsonyabb szinteken. A lakókörzeteket kitelepítik. | Az összes lakóház és ipari létesítmény tetőszerkezete megsemmisül. Egész házakat tesz tönkre az erős szél. Az árvíz nagyobb károkat okoz az alacsonyabb szinteken. A lakókörzeteket kitelepítik. | Az összes lakóház és ipari létesítmény tetőszerkezete megsemmisül. Egész házakat tesz tönkre az erős szél. Az árvíz nagyobb károkat okoz az alacsonyabb szinteken. A lakókörzeteket kitelepítik. |
| 5-ös kategória | Példák               | Andrew hurrikán – Camille hurrikán – Edith hurrikán – Gilbert hurrikán – Irma hurrikán – Maria hurrikán – Dorian hurrikán – Beryl hurrikán                                                       | Andrew hurrikán – Camille hurrikán – Edith hurrikán – Gilbert hurrikán – Irma hurrikán – Maria hurrikán – Dorian hurrikán – Beryl hurrikán                                                       | Andrew hurrikán – Camille hurrikán – Edith hurrikán – Gilbert hurrikán – Irma hurrikán – Maria hurrikán – Dorian hurrikán – Beryl hurrikán                                                       | Andrew hurrikán – Camille hurrikán – Edith hurrikán – Gilbert hurrikán – Irma hurrikán – Maria hurrikán – Dorian hurrikán – Beryl hurrikán                                                       |

Az összes szélsebesség egy perces átlag. A központi nyomás hozzávetőleges. A hurrikánok erőssége partot éréskor számít, nem a csúcserősség (ha a víz felett erősebb volt).

## Lásd még
- Beaufort-skála
- Légnyomás